# Телеком Сърбия
Телеком Сърбия е сръбски държавен телекомуникационен оператор със седалище в Белград. Основан е през май 1997 г. като акционерно дружество. През април 2015 г. започва да предоставя услугите си под марката „mts“ , а през 2020 г. става най-големият интернет доставчик в Сърбия.
Към 2020, Телеком Сърбия (заедно с бранда си Moja Supernova) е най-големият интернет доставчик с пазарен дял 53.15%, втори по големина кабелен оператор с пазарен дял 44%, и най-голямата мрежа за фиксирана телефония с пазарен дял 77.5%. Освен това е най-големият мобилен оператор с пазарен дял 37.27%.

## История
През юни 1997 г. става собственост на JP PTT Saobraćaja Srbija (51%), Telecom Italia (29%) и OTE Greece (20%).

### 2003 – 2015 г.
През 2003 г. JP PTT saobraćaja Srbija придобива 80%, след като закупува акциите на Telecom Italia.
През 2007 г. компанията се разширява в Босна и Херцеговина и Черна гора. През тази година са създадени „Telekom Srpske“ ad Баня Лука и m:tel doo Подгорица. 
През август 2011 г. придобива HD WIN doo (Arena Sport)
През януари 2012 г. придобива 20% от акционерния капитал, държан от OTE Greece.  Същата година служителите и бившите служители на Телеком Сърбия получават възможност да станат собственици на акциите. 

### 2015 – до момента
През ноември 2018 г. придобива „Kopernikus Technology“ за 190 милиона евро Това предизвиква възмущение в Сърбия, тъй като пазарната стойност на Kopenikus е няколко пъти по-ниска от сумата, за която е закупен; също така е разкрито, че основният акционер в компанията е близък роднина на офицер от управляващата Сръбска прогресивна партия.  Месец по-късно бившият собственик на Коперникус използва част от парите за закупуването на B92 и Първа сръбска телевизия, две телевизии с национално покритие. 
На 6 януари 2019 г. придобива Radijus Vektor и „AVcom“ на стойност 120 милиона евро 
През юли 2019 г. придобива „Telemark“.  По-късно през юли Евронюз и HD-WIN подписват споразумение за стартиране на новинарски канал „Euronews Serbia“. 

## Услуги
- На 9 юни 1997 – създадена мобилна мрежа
- През 1998 – предоставя мобилни услуги
- През 2006 – внедрена е 3G технология
- През 2015 – внедрена е 4G технология[21]

### Интернет
Уебсайт Mondo.rs – Портал за новини (политически, бизнес, спорт, развлечения и интервюта от Сърбия и по света).

### Цифрова телевизия
Телеком Сърбия е собственик на спортните канали Arena Sport.
Mts предлага кабелна телевизия, както и сателитна телевизия под марката m:sat TV в Сърбия и Черна гора.

## Дъщерни дружества
- „Телеком Сръбски“ ад Баня Лука – 65%
- м:тел доо Подгорица – 51%
- Телус реклама Белград – 100%
- HD-WIN доо Белград – 100%
- mts banka ad Белград – 84,21%
- GO4YU doo Белград – 100%
- mts Antena TV doo Белград – 50%
- mts doo – 100%
- ЮНЕТ ИНТЕРНЕШЪНЪЛ доо – 82,026%
- Kopernikus technology doo Белград – 100%
- Предприятие за аудио и видео комуникации „AVCOM“ doo Белград – 100%
- Дружество за инженеринг, търговия и услуги „Радиюс вектор“ доо Белград – 100%
- Дружество за инженеринг, търговия и услуги „МАСКО“ доо Белград – 100%
- Предприятие за търговия, услуги, инженеринг и телекоммуникации „BPP ING“ Грока – 100%
- Telemark systems doo Чачак – 100%

## Галерия
- Телекомуникационен център
- Наземна сателитна станция